# Sphagnum amazonense
Sphagnum amazonense är en bladmossart som beskrevs av H. Crum 2002. Sphagnum amazonense ingår i släktet vitmossor, och familjen Sphagnaceae. Inga underarter finns listade i Catalogue of Life.